# Бедем Хексамилеон
Хексамилеон или Хексамилион (грч. Εξαμίλιον τείχος) је био заштитни бедем који се налазио на коринтском земљоузу током средњег века и штитио је једини копнени прилаз Пелопонезу. Био је ојачан са 153 куле, са два утврђења смештена на крајевима и једним на средини. Први бедем на овом простору подигнут је између 408. и 450. године за време владавине Теодосија II (408—450), под којим су подигнути и двоструки бедеми у Цариграду, са циљем заштите Пелопонеза од пљачкашких упада варварских народа. После VII века је изгубио свој стратешки значај, тако да је временом запуштен, да би са ширењем деспотовине Мореје, крајем XIV века, поново дошао у центар пажње. Током прве половине XV века обнављан је два пута (1415. и 1444), али су га Османлије оба пута рушиле и он се од тада налази у рушевинама.

## Назив
Бедем је добио име по својој укупној дужини (7.028m односно 7.760m), пошто Хексамилеон буквално значи шест миља колико се он простирао дуж коринтског земљоуза.

## Прошлост бедема

### Бедем у Антици
Идеја о утврђивању коринтског земљоуза, датира, по неким претпоствкама, још из доба микенске цивилизације. Бедем је постојао у доба пред Ксерксову инвазију 480. године п. н. е.. Тада су многи предлагали да напредовање Персијанаца треба заустављати управо на њему, а не код Термопила. Слична идеја се јавила и пред битку код Саламине, али је још Херодот указао на то да је бедем нефункционалан, без јаке морнарице која би му штитила прилаз са мора.

### Византијски бедем
Учестали варварски упади на простор Римског царства током IV века не. указали су на неопходност подизања додатних заштитних бедема у унутрашњости Царства. Са тим циљем су током владавине Теодосија II подигнути Хексамилеон код Коринта са циљем заштите Пелопонеза и двоструки бедеми пред Цариградом са циљем заштите престонице. Том приликом је сам бедем ојачан са већим бројем кула (130 мањих и 9 већих), два водене утврде на крајевима и једним утврђењем на њему које је служило као званична капија Пелопонеза. Приликом градње су грађевине које су се налазиле на његовој траси или порушене (светилиште Хере у Перахори) или уграђене у сам бедем (светилиште Посејдона у Истмији).
Током своје владавине Јустинијан I (527—565) га је обновио и додатно ојачао, тако да је укупан број кула достигао 153. Међутим он је већ у VII веку услед словенског насељавања на Балканско полуострво изгубио свој стратешки значај, пошто су Словени постали апсолутна већина на Пелопонезу. Током времена су у сам бедем уграђени други, махом стамбени, објекти, тако да је он у потпуности изгубио свој војни карактер.
Ширење деспотовине Мореје и напредовање Османлија на Балкану, створили су потребу да се Хексамилеон обнови, не би ли заштитио Мистру и Пелопонез од пљачкања. Византијски цар Манојло II (1391—1425) је током априла и маја 1415. године за свега 25 дана обновио цео бедем, захваљујући тешком кулучењу локалног становништва, чији се део чак и отворено побунио. Међутим Османлије су га 1423. године пробиле и опљачкале Пелопонез, а већ 1431. године су га у потпуности срушиле.
Његов син Константин XI Драгаш (деспот Мореје 1428—1448, регент 1423—1424. и 1437—1440, цар 1449—1453) је у марту 1444. године после четрдесетак дана тешког рада локалног становништва успео да га обнови, пошто је очекивао јак Османлијски против удар услед његових ширења на Патрас, Атину и Тебу. Непуне две године касније 27. новембра 1446. године пред бедемом се појавио Мурат II (1421—1451) са војском која је бројала између 50 и 60.000 војника, захтевајући од Константина да положи оружје и поруши бедем. Константин и његов брат деспот Тома (1428—1460) су пробали да пруже отпор, али је после пет дана борби и интензивног бомбардовања у завршном османлијском јуришу бедем пробијен и заузет, а његови браниоци су побијени или поробљени, док су се деспоти једва спасили бекство. Мурат је одмах наредио да се отпочне са рушењем бедема и већ 10. децембра он више није постојао.
После тога бедем више није обнављан, тако да данас има врло мало надземних остатака.